# Stephen Alfred
Stephen Alfred (* 21. Januar 1968) ist ein ehemaliger US-amerikanischer Bahnradsportler, der ursprünglich aus Trinidad und Tobago stammt.

## Sportliche Laufbahn
1998 startete Stephen Alfred für Trinidad und Tobago bei den Zentralamerika- und Karibikspielen. Er errang Bronze im Sprint sowie gemeinsam mit Michael Philipps und Clinton Grant Silber im Teamsprint. Im selben Jahr nahm er an den Commonwealth Games in Kuala Lumpur teil und belegte im Sprint Rang acht, nachdem er den späteren Olympiasieger Chris Hoy geschlagen hatte. Nach diesem Wettbewerb wurde Alfred positiv auf das Dopingpräparat Norandrosteron getestet und für sechs Monate gesperrt.
Ab Anfang der 2000er Jahre fuhr Alfred für den US-amerikanischen Radsportverband USA Cycling. 2003 und 2005 wurde er nationaler Meister im Sprint, 2005 zudem im Keirin. Im Mai sowie im Juni 2006 wurde er erneut positiv getestet (auf hCG) und daraufhin für acht Jahre gesperrt. Er wurde jedoch weiterhin im Pool der zu testenden Sportler geführt, und als er 2007 auf Doping getestet werden sollte, verweigerte Alfred diesen Test. Daraufhin wurde er lebenslang gesperrt.

## Erfolge
1998
- Zentralamerika- und Karibikspiele – Teamsprint (mit Michael Philipps und Clinton Grant)
- Zentralamerika- und Karibikspiele – Sprint

2003
- US-amerikanischer Meister – Sprint

2005
- US-amerikanischer Meister – Sprint, Keirin

## Teams
- 2006/7 Spike Professional Cycling Team